# واکابایاشی-کو، سندای
واکابایاشی-کو (به لاتین: Wakabayashi-ku) یک منطقهٔ مسکونی در ژاپن است که در سندای واقع شده‌است. واکابایاشی-کو ۵۰٫۸۶ کیلومتر مربع مساحت و ۱۳۶٬۴۵۵ نفر جمعیت دارد.